# Banyuls-dels-Aspres
Banyuls-dels-Aspres là một xã thuộc tỉnh Pyrénées-Orientales trong vùng Occitanie phía nam Pháp. Xã này nằm ở khu vực có độ cao trung bình 114 mét trên mực nước biển.

## Thông tin nhân khẩu
| 1962                            | 1968 | 1975 | 1982 | 1990 | 1999 | 2006 |
| ------------------------------- | ---- | ---- | ---- | ---- | ---- | ---- |
| 710                             | 724  | 683  | 660  | 850  | 1007 | 1160 |
| 1962: Dân số không tính hai lần |      |      |      |      |      |      |